# Besleria mortoniana
Besleria mortoniana là một loài thực vật có hoa trong họ Tai voi. Loài này được Steyerm. mô tả khoa học đầu tiên năm 1970.